# تولباغية اعتدالية
تولباغية اعتدالية (الاسم العلمي: Tulbaghia aequinoctialis) هي نوع من النباتات يتبع جنس التولباغية من الفصيلة النرجسية.